# Combretum imberbe
Combretum imberbe Wawra 1860, el semi-caducifolio árbol de plomo se encuentra desde la provincia de KwaZulu-Natal en  Sudáfrica en el sur hasta Tanzania en el norte. 

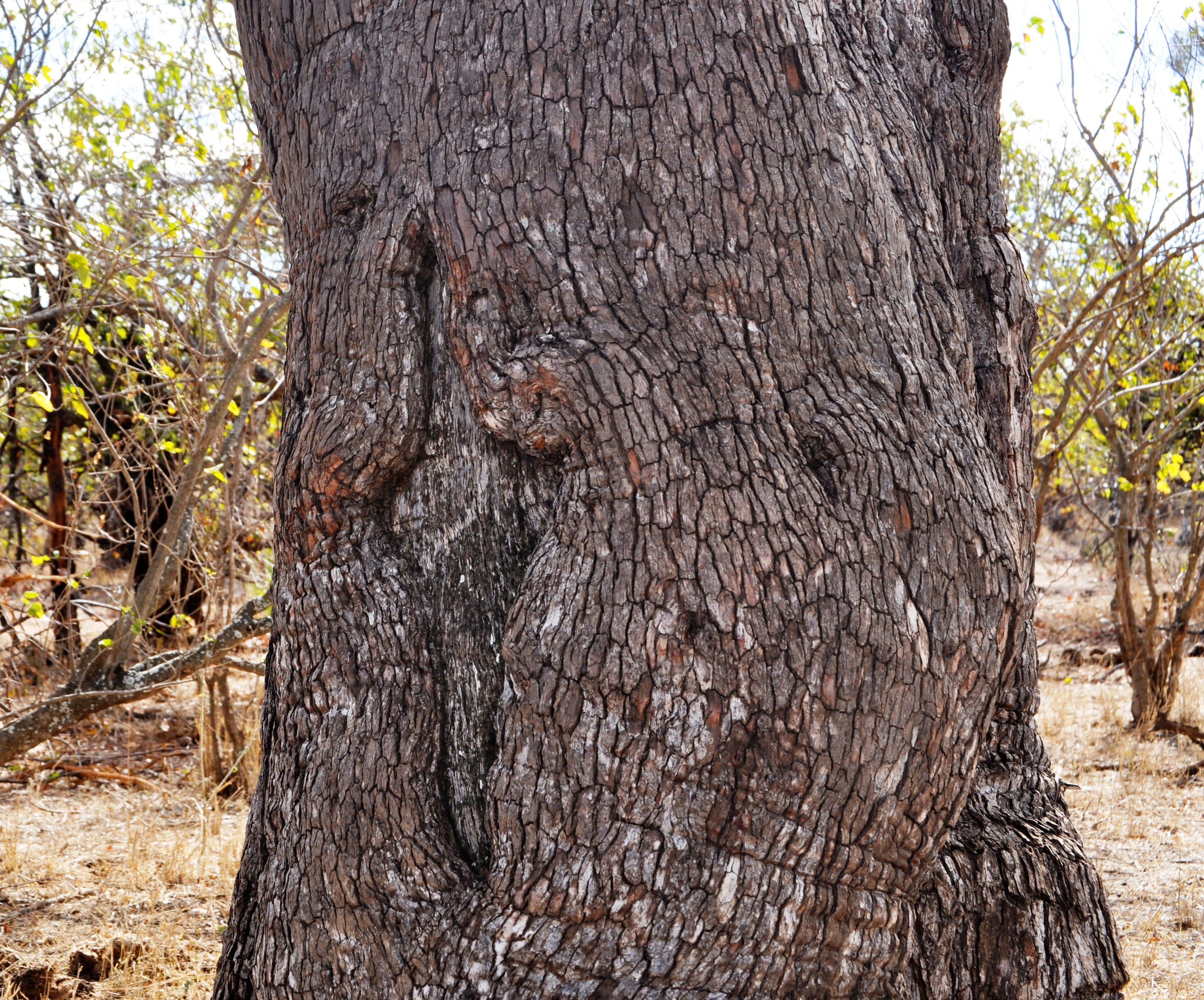
Vista del tronco

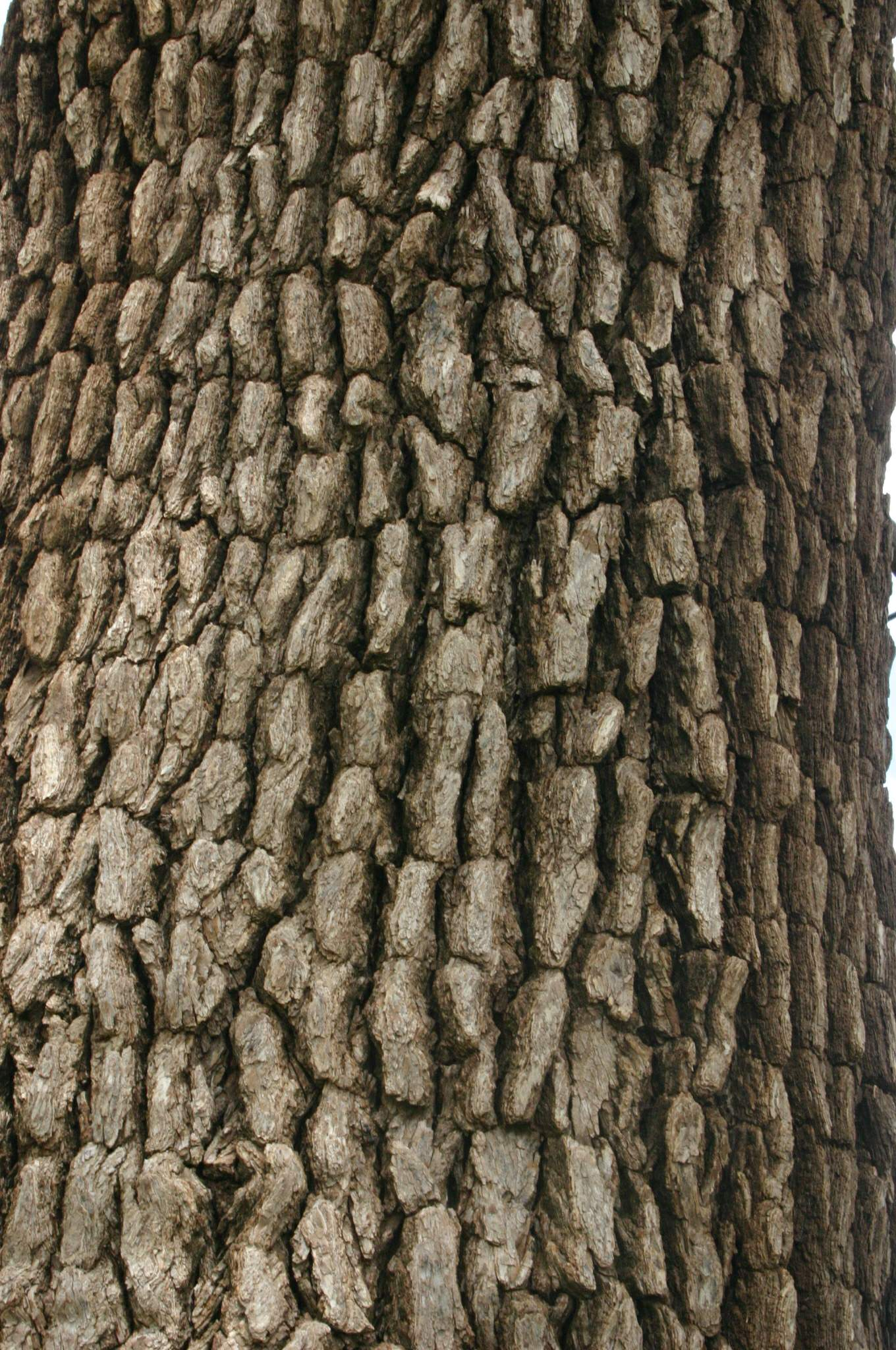
Corteza de Combretum imberbe

## Descripción
Normalmente crece hasta 20 metros de altura. El árbol de plomo tiene una copa extendida, más bien poco densa, de redondeada a forma de sombrilla, el tronco grueso, con un a corteza distintiva que se divide en bloques bastante regular rectangular. Datación por radiocarbono, hecha en Sudáfrica, ha establecido que el árbol de plomo puede vivir hasta 1040 +/-70 años y subsecuentemente permanecer de pie por años después de que el árbol ha muerto.

## Usos
- La madera es muy dura, difícil de trabajar, y resistente a las termitas. Fue una vez usada para durmientes de ferrocarril y ahora es apreciada apara trabajos ornamentales y mueblería.

- Se quema muy lentamente con intenso calor, y es con frecuencia usada para producir fuego el cual se pretende que dure toda la noche para mantener a los animales salvajes acorralados. A veces es usada en una parrillada para proveer una llama candente y de larga duración.

- Sus cenizas blancas son usadas como para pintar las  paredes de las chozas de kraal.

- Las cenizas pueden ser usadas como pasta de dientes cuando se le mezcla con una pasta con agua.

Los hereros y los ovambos de Namibia consideran al árbol de plomo como el gran ancestro de todos los animales y personas y nunca pasan por el sin pagar su necesario respeto.

## Taxonomía
Combretum imberbe fue descrita por Heinrich Wawra von Fernsee y publicado en Sitzungsber. Acad. Wien, Math.-Nat. xxxviii. (1860) 556.
Sinonimia
- Argyrodendron petersii Klotzsch
- Combretum petersii (Klotzsch) Engl.
- Combretum primigenum Marloth ex Engl.
- Combretum truncatum Welw. ex M.A.Lawson[2]